# Шахтахти
Шахтахти (азерб. Şahtaxtı) — село в Азербайджані, в Кенгерлінському районі Нахічеванської Автономної Республіки. Розташоване на лівому березі річки Аракс, на південь від адміністративного центру району — селища Киврак.

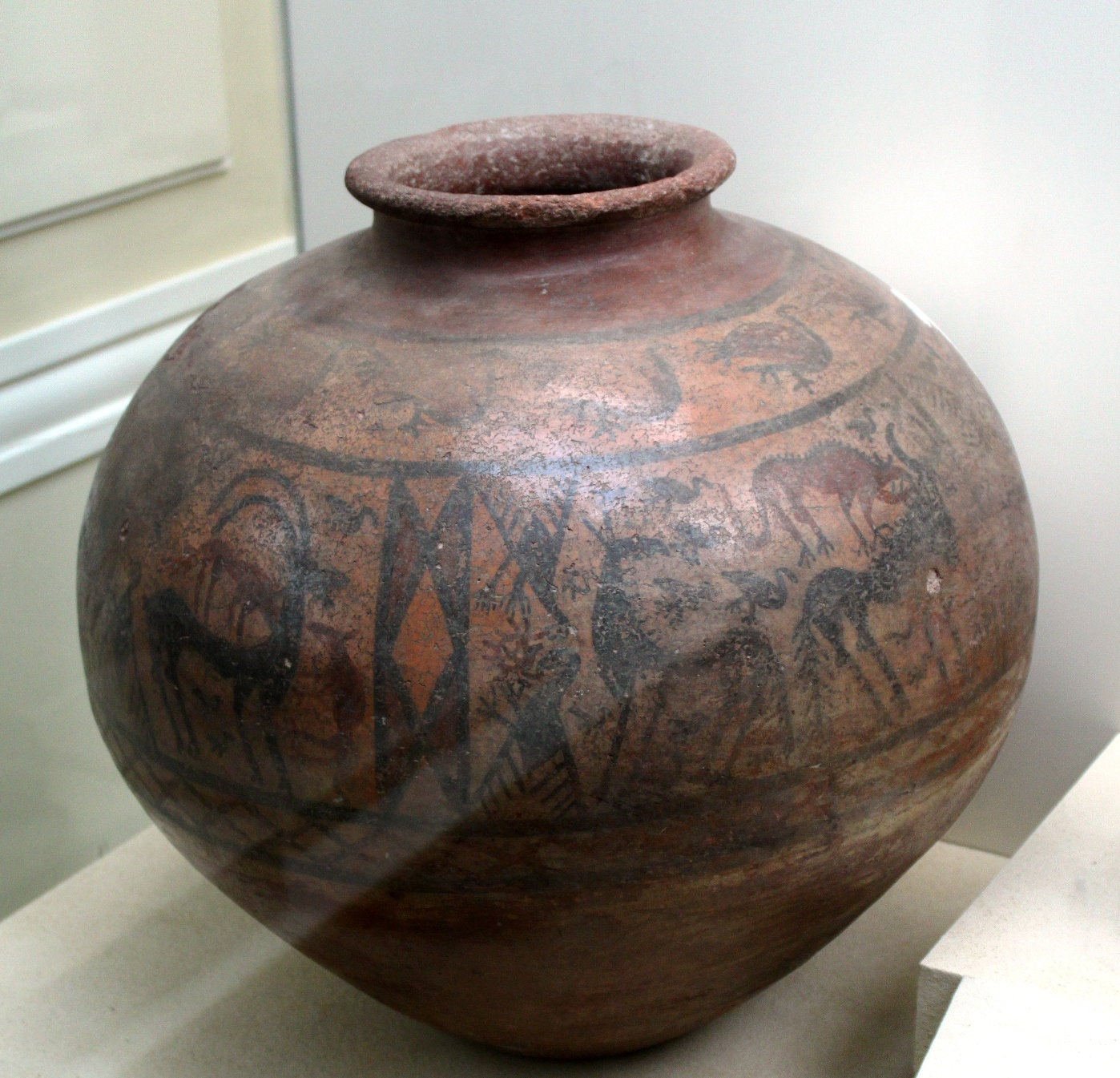
Глиняний посуд з селища Шахтахти. Середина II тисячоліття до н. е.

В селищі є поховання епохи бронзи і раннього заліза. За 2-3 км на схід від Шахтахти виявлено середньовічні пам'ятки X—XVI ст. Фортеця Шахтахти Гявуркала належить до найдавніших поселень на території Азербайджану і являє собою циклопічні укріплення.
Село уславлене в азербайджанській літературі тим, що з нього вийшло багато видатних діячів Азербайджану.

## Відомі уродженці
- Заріфа Алієва — офтальмолог, академік Академії наук Азербайджану, професор.
- Тамерлан Алієв — лікар, доктор медичних наук, професор, заслужений науковий діяч Азербайджану, лауреат Державної премії (1981).
- Гейдар Газієв — ветеринарний лікар, кандидат ветеринарних наук, депутат Верховної Ради Нахічеванської АРСР (1962—1966).
- Рашид Газібеков — міністр Культури Нахічеванської АР (1977).
- Мамед Джафаров — Герой Соціалістичної Праці (1949).
- Гусейн Ібрагімов — письменник, народний письменник Азербайджану.
- Алі Мамедов — Герой Соціалістичної Праці (1949).
- Гасан Мамедов — Герой Соціалістичної Праці (1949).
- Гусейн Мамедов — Герой Соціалістичної Праці (1949).
- Фірудін Мамедов — вчений, доктор технічних наук, професор, член-кореспондент Національної академії наук Азербайджану (2001).
- Алірза Расізаде — просвітитель, памфлетист, публіцист марксизму і державний діяч періоду утворення Нахічеванської АРСР, член АзЦВК (1920—1923).
- Міргейдар Сеїдов — Герой Соціалістичної Праці (1949).
- Аділь Сеїдов — юрист, народний суддя Худатського, Джалілабадського, Бардінського району (1957—1975)
- Гасан Сеїдов — заслужений юрист Азербайджанської Республіки.
- Абульфат Шахтахтинський — полковник російської армії (1900), учасник російсько-японської війни (1904-05).
- Бехбуд Шахтахтинський — державний і політичний діяч, дипломат.
- Габібулла Шахтахтинський — хімік, доктор хімічних наук, професор, академік Академії наук Азербайджану, заслужений діяч науки Азербайджанської Республіки (1974).
- Гамід-бек Шахтахтинський — державний діяч і публіцист, 3-й міністр освіти і віросповідань Азербайджанської Демократичної Республіки.
- Маммед Алізаде — голова ДАДП (Demokratik Azərbaycan Dünyası Partiyasının)